# Lê Đức Toản
Lê Đức Toản là đô ngự sử thời Lê sơ, đỗ hoàng giáp năm 1484. Về sau khi nhà Mạc lên ngôi, ông không làm quan cho nhà Mạc mà đi ẩn.

## Thân thế
Lê Đức Toản là người làng Sơn Đông, huyện Lập Thạch (nay thuộc xã Sơn Đông, Vĩnh Phúc, Việt Nam), có nguồn cho là xã Lạp Thạch, huyện Đông Sơn, Thanh Hóa.

## Sự nghiệp
Ông đậu Đệ nhị giáp tiến sĩ xuất thân (hoàng giáp) khoa Giáp Thìn niên hiệu Hồng Đức năm 1484.
Ông làm quan đến chức đô ngự sử. Sau ông không làm quan cho nhà Mạc khi nhà Mạc giành ngôi nhà Lê.

## Gia đình
Ông là chú của Lê Đức Khiết hay Lê Khiết, tiến sĩ tri huyện.

## Nhận định
Theo Phan Huy Chú, ông được khen là tiết nghĩa do không làm quan cho nhà Mạc. Ông được đánh giá là một văn thần trung liệt.